# 黑體尖陶樂鯰
黑體尖陶樂鯰（学名：Oxydoras niger）為輻鰭魚綱鯰形目鼬鯰科的其中一種，為熱帶淡水魚，分布於南美洲亞馬遜河、聖弗朗西斯科河及埃塞奎博河流域，體長可達100公分，棲息在泥底質底層水域，成群活動，以魚類、甲殼類為食，生活習性不明，可做為食用魚及觀賞魚。
其种加词“niger”意为“黑色的”。